# Constant Bosmans et Henri Vandeveld
Pour les articles homonymes, voir Bosmans.
Constant Bosmans est un architecte belge né à Malines le 3 avril 1851 et mort à Schaerbeek le 25 décembre 1936.  Son beau-frère, Henri Vandeveld - à ne pas confondre avec le célèbre architecte pionnier de l'Art nouveau Henry Van de Velde - est lui aussi architecte, né le 25 mai 1851 et mort en février 1929.
Constant Bosmans et Henri Vandeveld sont architectes associés pendant plus de trente ans après avoir épousé deux sœurs, Élisabeth et Jeanne-Marie Clausdorff.
Ils traversent allègrement les courants d'architecture auxquels ils adaptent leurs projets : néo-renaissance flamande, éclectisme, rationalisme et Art nouveau.
La famille des industriels Ernest et Alfred Solvay a été leur principal client pendant un quart de siècle.

## Principales réalisations
- Résidence d'Alfred Solvay - Watermael-Boitsfort, parc Tournay-Solvay (1878)
- Bureaux de la société Solvay - Ixelles (1883)
- hôtel particulier de style éclectique au n°14 de la rue De Crayer (1899)
- Institut de Sociologie Solvay - Bruxelles, parc Léopold de Bruxelles (1902)

Immeuble de style Art nouveau, plus connu actuellement sous le nom de « Bibliothèque Solvay »
- École de Commerce - Bruxelles, parc Léopold de Bruxelles (1903)
- Gare Maritime de Tour et Taxis - Bruxelles (1902-1910)
- Athénée Léon Lepage, rue des Riches Claires 30 à Bruxelles (1907-1912) pour lesquels ils succèdent à Ernest Van Humbeeck.